# Halskleinod

Halskleinod

Das Halskleinod (lat. monile) ist in der Heraldik ein um den sogenannten Helmhals gelegtes Schmuckstück.
Hierzu geeignet ist eine Münze, Medaille oder ein sonstiger Anhänger, sowie ein persönliches Ehrenzeichen an einem Band oder einer Kette. Der Gebrauch und seine heraldische Deutung sind umstritten, zumal es bei der Blasonierung unerwähnt bleibt. Man sieht darin einmal nur die Kreativität des Wappenzeichners. Das andere mal soll es die Zugehörigkeit zu einer Turniergesellschaft zeigen. Es wird auch als ein Zeichen, das dem Sieger vom Besiegten im Turnier überlassen worden ist, gedeutet. Um den Helmhals eines Bürgerwappens durfte es nicht sein, da wappenführende Bürger selten turnierfähig waren. Zum Helm wurde seit dem 15. Jahrhundert das Halskleinod getragen.